# Lonewolf
Lonewolf — французская хэви/пауэр/спид-метал группа, основанная в 1992 году в городе Гренобле. Основателем группы является вокалист и гитарист Йенс Борнер, он же и единственный постоянный участник
коллектива с 1992 года. По состоянию на 2014 год, выпущено 7 студийных альбомов и 2 сингла.

## История
Изначально, коллектив начал свою деятельность в формате трио — Йенс (вокал/гитара), Роланд — бас-гитара и Валькир, он же Ренод — ударные.
Первая работа группы вышла в декабре того же 1992-го года и представляла собой демо с названием The Dark Throne, состоящее из 3 песен, записанных в том же составе из 3 человек — Йенс, Роланд и Ренод.
Спустя почти год, в ноябре 1993 года, группа, теперь уже будучи квартетом, выпускает второе демо — The Calling, а еще через 2 года, в 1995 — сингл Holy Evil.
В последующие несколько лет группа была занята записью материала к своему первому официальному студийному альбому под названием March into the Arena, выпуск
которого состоялся в 2002 году. Место басиста Роланда занял Дрисс Булмедайс, а соло-гитаристом стал Дамьен Каполонго.
Следующий студийный альбом вышел спустя год, в 2003.
В 2008 году выходит третий студийный альбом, с громким названием Made in Hell, изданный греческим лейблом Eat Metal Records.
Также, в 2008-м, группа записывает и выпускает компиляцию Curse of the Seven Seas, в которую вошли некоторые композиции и с альбома Made in Hell.
После ухода из группы гитариста Дамьена Каполонго в 2010 году, вторым гитаристом становится Алекс Гильберт, до того 4 года игравший в группе на басу. В связи с этим, на роль басиста был принят Рикки Маннхард, бывший участник таких французских групп как Altar и Mystery Blue.
В период с 2012 по 2014 год пришелся пик активности группы и охарактеризовался интенсивной работой в студии и выпуском 3 полноформатных студийных альбомов -
Army of the Damned (2012), The Fourth and Final Horseman (2013) и Cult of Steel (2014).

## Дискография

### Студийные альбомы
- March into the Arena (2002)
- Unholy Paradise (2003)
- Made in Hell (2008)
- The Dark Crusade (2009)
- Army of the Damned (2012)
- The Fourth and Final Horseman (2013)
- Cult of Steel (2014)
- The Heathen Dawn (2016)
- Raised On Metal (2017)
- Division Hades (2020)

### Синглы
- Holy Evil (1995)
- Hellenic Warriors (2004)

### Демо
- The Dark Throne (1992)
- The Calling (1993)

### Компиляции
- Curse of the Seven Seas (2008)

## Участники

### Текущий состав
- Йенс Борнер — вокал/электрогитара (1992—1996, 2010-наши дни);
- Алекс Гильберт — бас-гитара/бек-вокал (2006—2010), электрогитара (2010-наши дни);
- Рикки Маннхард — бас-гитара/бек-вокал (2010-наши дни);
- Кристоф Бруннер — ударные (2014-наши дни).

### Бывшие участники
- Крис — бас-гитара (1992)
- Роланд — бас-гитара (1992—1996)
- Ренод — ударные (1992—1995)
- Феликс Борнер — гитара (1993), ударные — (1995—1996, 2000—2009)
- Дрисс Булмедайс — бас-гитара, бек-вокал (2000—2006)
- Марк Агюттанд — гитара (2000—2002)
- Дамьен Каполонго — гитара (2006—2010)
- Антони Буссьер — ударные (2009—2014)